# Display a sette segmenti

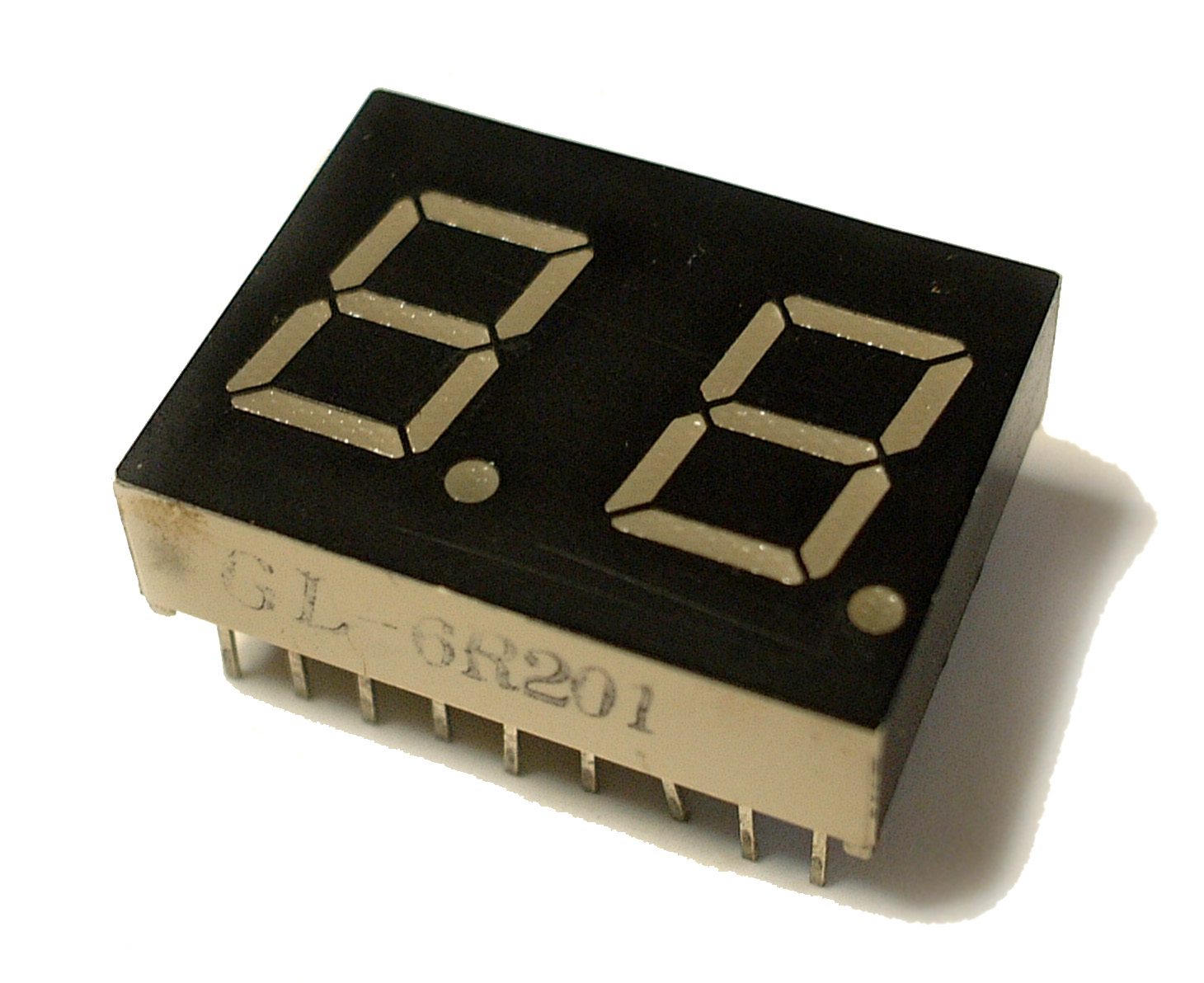
Coppia di display a LED

Il display a sette segmenti è un dispositivo elettronico in grado di visualizzare le 10 cifre numeriche, e in alcuni casi alcune lettere alfabetiche e simboli grafici, attraverso l'accensione di combinazioni di sette segmenti luminosi. I display a sette segmenti sono molto utilizzati in alcuni orologi, in strumenti di misura, nei sistemi di prenotazione usati negli uffici pubblici e in molti altri apparecchi.

## Storia
Un primo brevetto di questa idea fu depositato nel 1908 (U.S. Patent 974,943), anche se i  primi caratteri a sette segmenti apparvero nel brevetto (U.S. Patent 1,126,641) depositato nel 1903.
Il suo impiego non divenne comune fino agli anni settanta con l'avvento dei LED e degli schermi LCD soppiantando così l'era dello schermo Nixie.
Negli anni '70 sono state utilizzate anche versioni con display fluorescenti sottovuoto (VFD).
Molti dei primi display LED a sette segmenti avevano ogni cifra costruita su un singolo die. Questo rendeva le cifre molto piccole e infatti alcuni includevano lenti di ingrandimento sul display nel tentativo di rendere le cifre più leggibili.

## Realizzazione
Sebbene i display a sette segmenti tradizionali sono quelli costituiti da LED, spesso sono realizzati su display LCD, come nel caso delle calcolatrici e degli orologi digitali, con display fluorescenti a vuoto (VFD) o in passato con indicatori a scarica di gas (Panaplex) e filamenti incandescenti (Numitron).
Esistono anche display elettromeccanici, in cui i segmenti sono costituiti da cilindretti bicolore mossi da un elettromagnete e implementazioni di tipo non elettrico, per esempio cartellini segnaprezzo in cui i segmenti stampati in bianco devono essere anneriti con un pennarello per comporre la cifra.

### Display a LED

Cifre esadecimali su display a sette segmenti

Nei display a sette segmenti costituiti da LED, questi sono posizionati sotto segmenti di plastica traslucida, disposti a formare una figura simile ad un 8. Un opportuno circuito elettronico formato da un dispositivo integrato con funzione di decodifica BCD, (binary-coded decimal) a "7 segmenti", permette il pilotaggio, ovvero l'accensione di questi LED in modo da fare apparire simboli riconoscibili come caratteri numerici. Oltre ai numeri possono essere chiaramente visualizzate alcune lettere alfabetiche (A, C, E, F, H, J, L, P, U, b, c, d, e, g, h, i, o, r, t, u), mentre altri caratteri come I, O, S, avendo una forma facilmente confondibile con altri simboli, non sono mai visualizzabili. Utilizzando le lettere da A ad F è possibile visualizzare tutte le cifre del sistema esadecimale. Nel package del display possono essere inoltre posizionati uno o due LED con la funzione di punto decimale, posizionati a sinistra o a destra del gruppo di segmenti.
Questo tipo di display viene prodotto in due versioni, che differiscono solo dal verso di polarizzazione dei LED: a catodo comune e ad anodo comune, nella prima, tutti i catodi dei LED sono collegati ad un pin, il quale deve essere collegato al potenziale di riferimento del circuito, i LED vengono accesi se il loro anodo viene collegato all'1 logico (tensione); nella seconda, al pin comune sono riuniti tutti gli anodi, e questo va collegato all'1 logico (tensione), pertanto i LED si accendono se il loro catodo viene collegato allo 0 logico (riferimento).
I circuiti di decodifica sono i più vari, uno comunque è stato ampiamente usato per decenni nelle versioni TTL, LS (a basso consumo) e CMOS, si tratta del dispositivo a 16 pin siglato 7447 e 7448, il primo adatto per display ad anodo comune, il secondo per quelli a catodo comune, entrambi dispongono di un pin, che se messo a zero logico, spegne eventuali segmenti accesi, un secondo pin chiamato "lamp test", se messo a zero logico, accende tutti i segmenti indifferentemente dagli altri ingressi. Esistono display con LED di diverso colore (rosso, giallo, verde, blu, bianco) e di dimensioni variabili da meno di un centimetro a quasi dieci. Per realizzare display di maggiori dimensioni, solitamente si allineano diversi LED singoli su un circuito stampato.

## Varianti

Display a 7, 9, 14, e 16 segmenti

Esistono inoltre display a quattordici ed a sedici segmenti, in grado di visualizzare tutte le lettere dell'alfabeto. Esistono display che contengono nel package anche il circuito di decodifica, uno dei primi, obsoleto ormai da tempo, era siglato FND70. Avere nel package del display anche il circuito di decodifica, porta due vantaggi: un componente in meno sullo stampato e minori fili di pilotaggio; dei 7 necessari per l'accensione dei segmenti, ai 4 del codice BCD.